# كارا هورغان
كارا هورغان (بالإنجليزية: Cara Horgan)‏ هي ممثلة بريطانية، ولدت في القرن العشرين في إنجلترا في المملكة المتحدة.

## أعمال

### أفلام
- (2009) الصبي في البيجامة المخططة[4]
- (2012) فيديو الزفاف
- (2017) وفاة ستالين

### مسلسلات
- العبقري

## وصلات خارجية
- كارا هورغان على موقع IMDb (الإنجليزية)
- كارا هورغان على موقع ألو سيني (الفرنسية)
- كارا هورغان على موقع أول موفي (الإنجليزية)
- كارا هورغان على موقع قاعدة بيانات الأفلام السويدية (السويدية)
- كارا هورغان على موقع قاعدة بيانات الفيلم (الإنجليزية)
- كارا هورغان على موقع كينوبويسك (الروسية)